# Toksook Bay
Toksook Bay, in der Sprache der einheimischen Bevölkerung, der Yupik: Nanakauyaq, ist ein Ort mit dem Status einer City in der Bethel Census Area in Alaska. Das U.S. Census Bureau hatte bei der Volkszählung 2020 eine Einwohnerzahl von 658 ermittelt. Das Eskimo-Dorf liegt im Yupik-Sprachenraum. 

## Geographie
Toksook Bay liegt an der Westküste von Alaska, auf Nelson Island, die Teil des Yukon-Kuskokwim-Deltas ist. Toksook Bay befindet sich 183 km westsüdwestlich vom Verwaltungszentrum Bethel. Zur City von Toksook Bay gehört noch die 6 km westsüdwestlich gelegene Siedlung Umkumiute (alte Schreibweise: Umkumiut) (⊙), die früher als Fisch-Camp von Nightmute diente.

## Geschichte
Toksook Bay wurde im Jahre 1964 von Einwohnern der nahegelegenen Ortschaft Nightmute an der Küste des Beringmeers gegründet. 1972 wurde Toksook Bay eine City. Toksook Bay war beim Zensus 2020 die größte Siedlung auf der Insel. Der Flughafen Toksook Bay hat den IATA-Code OOK.
Die Bevölkerung von Toksook Bay bestand 2000 zu fast 95 % aus den die Zentral-Alaska-Yupik-Sprache sprechenden Yupik, die zu den Ureinwohnern Alaskas zählen. Sie wohnten 2000 in 110 Häusern. Die Einwohner lebten hauptsächlich von Subsistenzwirtschaft wie Fisch- und Robbenfang, davon etwas mehr als ein Viertel unterhalb der Armutsgrenze. Der Verkauf und die Einfuhr von Alkohol sind in Toksook Bay verboten.

## Demografie
Zum Zeitpunkt der Volkszählung im Jahre 2020 (U.S. Census 2020) hatte Toksook Bay 658 Einwohner auf einer Landfläche von 74,35 km². Von den Einwohnern waren 19 Weiße sowie 635 amerikanisch-indianischer Abstammung.
Beim Zensus im Jahr 2000 wurden 532 Einwohner gezählt, 2010 waren es 590. Die Bevölkerungsentwicklung war in den letzten Jahren ansteigend.